# Tinodes maclachlani
Tinodes maclachlani là một loài Trichoptera trong họ Psychomyiidae. Chúng phân bố ở miền Cổ bắc.